# هاغاكوري

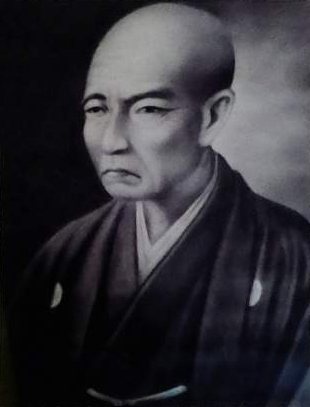

هاكاجوري (باليابانية: 葉隠) عنوان الكتاب الياباني الذي يحتوي على ما يعرف بقوانين الساموراي أو النظام الأخلاقي لحياتهم. ومعنى عنوان الكتاب «في ظلال أوراق الأشجار».
يعتقد أن هذا الكتاب أُلف بين 1710 و1716 أي في فترة إيدو وأن مؤلفه هو تسونيموتو يماموتو الذي صار راهباً من رهاب الزن بعد أن كان ساموراي وقد أملاه على الكاتب تاشيرو تسوروماتو. يحتوي الكتاب على 1300 قصة قصيرة عن حياة الساموراي وعلاقته برئيسه وعدة مواقف من الحياة اليومية. ويجدر بالذكر أن المخطوطة الأصلية للكتاب فقدت بعد أن قام أعضاء عصبة النباشيما بنسخه. ولم يبق من هذه المخطوطات اليوم سوى بضعة عشرات إلا أنها تختلف عن بعضها بحذف أو زيادة أجزاء إليها بالإضافة إلى أخطاء لغوية مختلفة.

## وصلات خارجية
- مقولات الهكاغوري في بعض المواضيع